# サジー
サジー（英: saji、中: 沙棘）は、グミ科ヒッポファエ属（Hippophae L.）の落葉低木の総称。

## 概要
グミ科ヒッポファエ属（学名: Hippophae L.）に対する呼称は各国で様々ある（表「サジーの呼称」参照）。歴史の古い植物であるHippophaeには各国に自生種があり、それぞれ固有の名称を持つようになったことが影響している。日本では、中国での呼称「沙棘 Shaji」が変化したサジー、サジーベリー（Sajiberry）という名前で呼ばれることが多いほか、英語圏における呼称であるシーバックソーン（Sea-buckthorn）やシーベリー（Seaberry）も用いられる。代表的な種であるHippophae rhamnoidesにはスナジグミ（砂地茱萸）という和名がある。学名がクロウメモドキ（Rhamnus）を元にして付けられていることから、ウミクロウメモドキとも呼ばれる。なお、Hippophae rhamnoidesには4種8の亜種、または6種12の亜種があるとされ、2020年時点でも確定はされていない。
サジーはユーラシア大陸に広く自生し、伝統的に食品や医薬品として利用されてきたが、商業的な栽培が本格的に始まったのは20世紀後半からである。特に旧ソ連と中国では早くから栽培と研究開発が進められ、品種改良も盛んに行われていた。1991年のソビエト連邦崩壊で旧ソ連国内の研究機関が持つ情報およびサジーの苗が海外に流出したことが、20世紀末以降世界的にサジーの商業栽培が広まる一つのきっかけとなった。その後各国で研究開発が進められるようになり、植物としての環境保全機能の高さや果実・種子に含まれる栄養価の高さが、国内外において改めて注目されている。特に果実については、植物界で最も栄養価が高い果実の一つであると言われ、ジュースをはじめ各種健康食品、またいわゆるスーパーフードとして、国内外で商業的に流通している。食品以外に医薬品や化粧品としての実用化も進んでおり、その環境保全機能の高さと合わせてサジーは非常に大きな経済的可能性を秘めた植物であると言われている。

## 形態・生態
落葉樹、雌雄異株で、通常は棘のある低木である。自然環境下では高さ2-4メートルに達するが、中国では18メートルまで育った例もある。樹皮は褐色または黒色である。葉は互生で、細長い披針形をしており、上面は銀灰色を帯びている。雄花は4-6個の無花弁の花、雌花は子房と胚珠の1対から成る。花蜜は無く、受粉はすべて風に頼る。品種により異なるが、9-10月に1センチメートルほどの黄色ないしオレンジがかった赤色の実をつけ、冬の間も実を落とさない。実には暗褐色で光沢のある卵形の種子が入っている。種子の拡散は、実を食べる鳥によって行われる。鳥に食べられると、種子が鳥の体内で急速に成長し、フンとして排出された土地でまた新たに芽吹く。
摂氏マイナス43 ℃から40 ℃までの温度に耐えることができ、干ばつにも強いとされるが、年間降水量400 mm以下の地域では灌漑が必要となる。クモの巣状の根系を広範かつ急速に発達させるため、砂状の土壌にしっかりと根を張り育つことができること、根に共生するフランキア菌の働きによる窒素固定能力を持ち空気中から栄養素を作り出せることから、土壌侵食防止、埋め立て、砂漠の緑化といった用途に理想的な植物であるとされる。

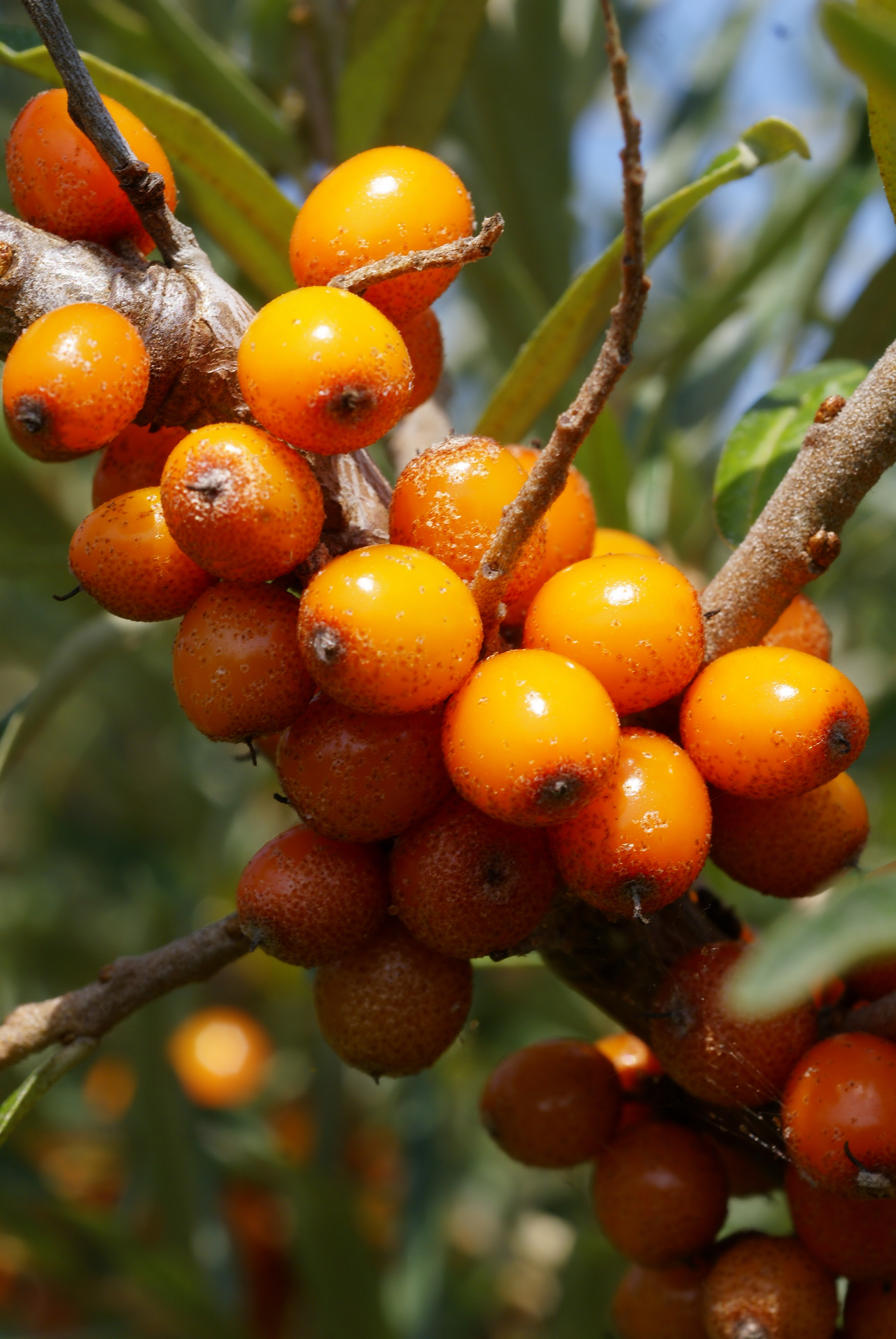
Hippophae rhamnoidesの果実

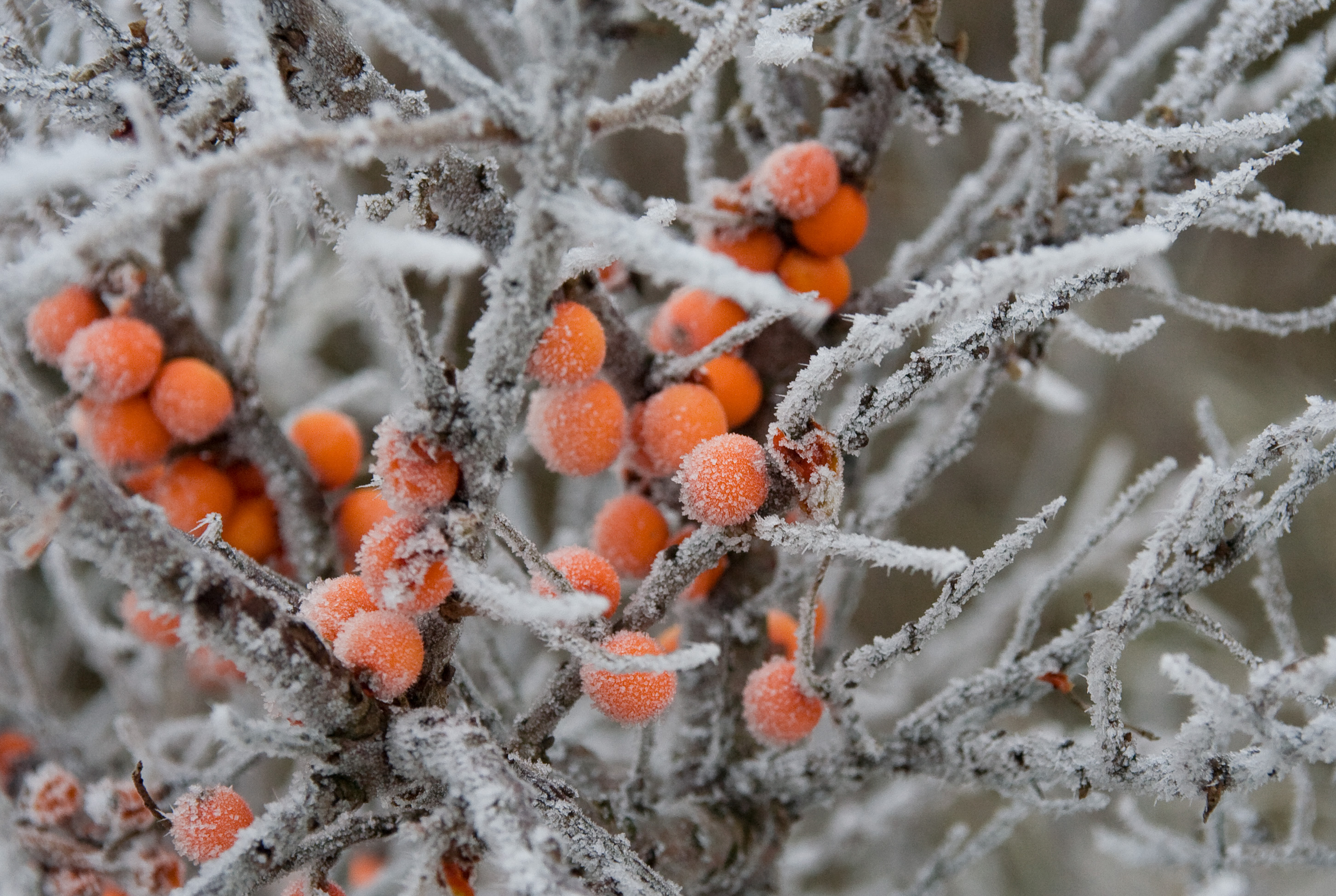
Hippophae rhamnoidesの果実

## 分布
ユーラシア原産のサジーは、おおむね北緯27度から69度、西経7度から東経122度の間の温帯、すなわち中国、モンゴル、ロシア、中央アジア、ヨーロッパ北部（イギリス、フランス、デンマーク、オランダ、ドイツ、ポーランド、フィンランド、スウェーデン、ノルウェー等）に広く自生する。丘陵や斜面、谷間、河川敷、海岸沿い、島など様々な場所で見られ、他の低木や樹木の種との混合木立でも見られる。前述の特性から、標高1200-2000メートルの高山や砂漠、寒暖の差が激しい地域にも自生できる。
日本国内には自生していないが、北海道むかわ町で試験的に栽培されている。その他、カナダ、アメリカ、イタリア、ボリビア、チリ、韓国など多くの国々で栽培が行われている。2013年時点で、サジーの総植生面積は世界で約300万ヘクタール、このうち中国が約250万ヘクタール（うち野生種100万ヘクタール、栽培種150万ヘクタール）、モンゴルが約2万ヘクタール、インドが約1.2万ha、パキスタンが約3,000ヘクタールとなっている。中国では毎年約1万ヘクタール分が果実の生産と環境改善のために植えられているほか、インドでは気候変動対策を主な目的として、サジーをヒマラヤ地区に2020年までに100万ヘクタール植林する国家プロジェクトが2010年に発表されている。

## 含有成分

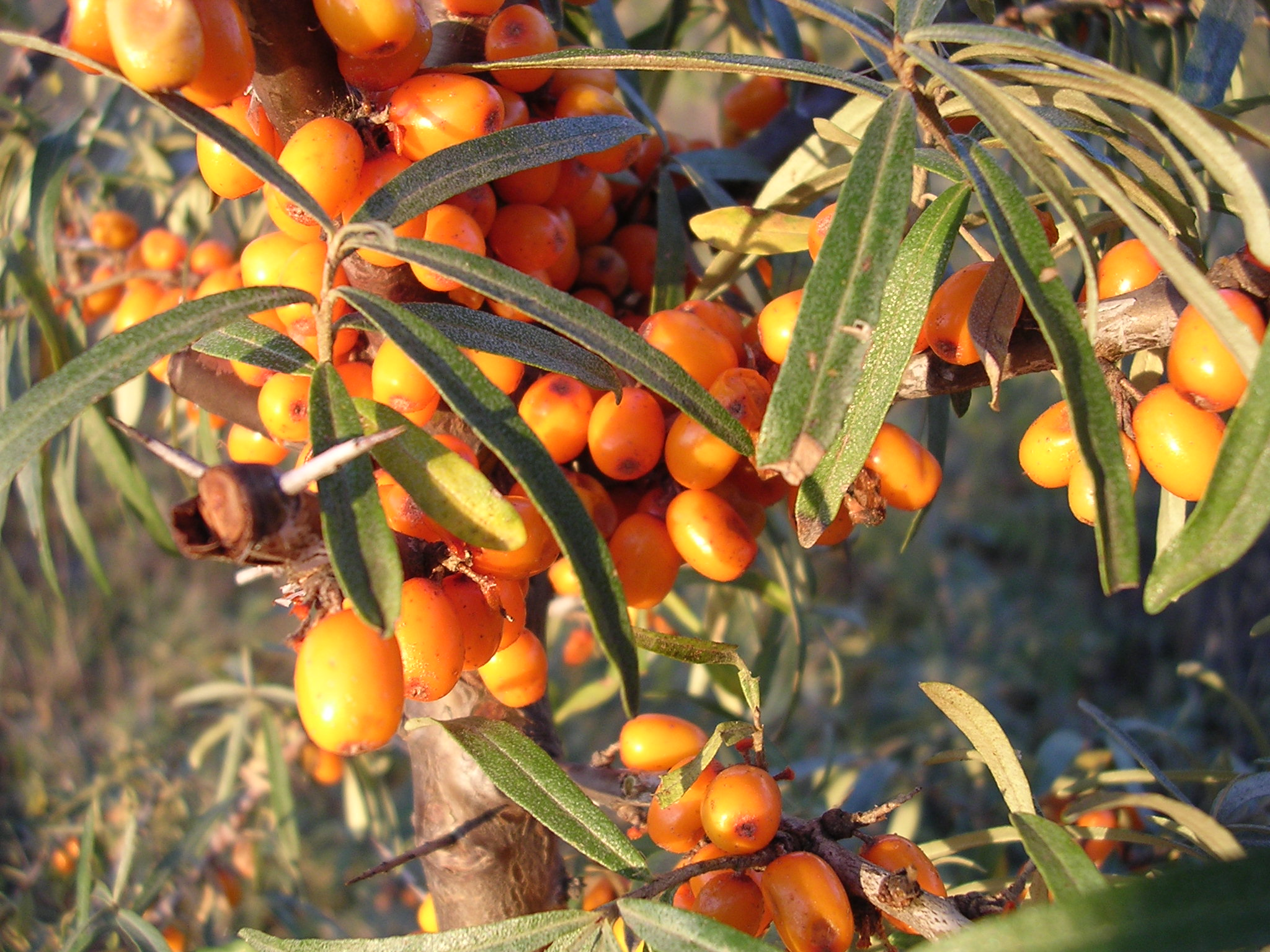
Hippophae rhamnoidesの果実

サジーは各部位に約300種類にも及ぶ豊富な栄養素を含んでおり、特に果実は植物界で最も栄養価が高く、ビタミンが豊富な果実の一つであるとされる。これらの栄養素は、自生地の厳しい環境への順応の過程で生成されるようになったものである。すなわち、乾燥や厳寒に対して水分の蒸発を防ぐため油脂成分を作り、砂漠などの栄養の無い土壌や海岸の塩分のある土壌でも自生出来るよう豊富な栄養素を自ら作り出すようになったと考えられる。なお、これらの栄養素や生理活性成分の有無や濃度は、亜種を含む栽培品種の遺伝、栽培方法、生育場所、天候、収穫時期などによって大きく左右されることがわかっている。

### 果実
果実を圧搾すると、60-85%の果汁が得られる。果汁はリンゴ酸をはじめとする有機酸を非常に多く含み、pHも2.7程度と低い。ビタミンC、ビタミンE、ビタミンAをはじめとする14種類のビタミン、アスパラギン酸などのアミノ酸、亜鉛、鉄分、ミネラルも豊富に含まれる。特にビタミンCは、レモンやオレンジの果実を大幅に上回る量が含まれている。非常に高い抗酸化作用を持つことが多くの研究において報告されており、薬用植物の中でサジーの果実が最も高い抗酸化活性を示したという報告もある。
また、液果としては珍しく油脂を含んでいる。この果実油には、パルミチン酸（飽和脂肪酸）、パルミトレイン酸（ω-7脂肪酸）、カロテノイド等が豊富に含まれる。とりわけパルミトレイン酸については天然に高濃度で含まれる植物は希少であり、他にマカダミアナッツに多く含まれるが、その含有率ではサジーの果実が大幅に上回る。

### 種子
種子から抽出される種子油には、ビタミンEとβカロテンの含有量が高いほか、必須アミノ酸をはじめカルシウム、鉄、カリウム、亜鉛、セレンなどの微量元素、抗酸化物質、生理活性成分が含まれる。脂肪酸を多く含むことも特徴で、種子油を構成する脂肪酸の最大73%が、不飽和な必須脂肪酸であるリノール酸（ω-6脂肪酸）またはα-リノレン酸（ω-3脂肪酸）である。また、人が摂取することで血中コレステロールを低下させる作用を持つフィトステロール（植物ステロール）を多く含み、その総量は大豆油に含まれる量の数倍を超える。

### 果皮
サジーの果皮には、フラボノイド、カロテノイド、植物ステロールおよびアミノ酸などの活性物質のほか、食物繊維が多量に含まれている。

### 葉
サジーの葉には、フラボノイド、カロテノイド、遊離・エステル化されたステロール、トリテルペノール、イソプレノールといった成分が含まれる。

## 利用
サジーは、「形態・生態」の項で述べたような植物としての生態的な特性から、植林により土壌浸食防止、砂漠化対策、防風林といった環境保全的な用途に活用されている。一方で、「含有成分」の項で述べたように果実や種子に様々な成分を含むことから、健康食品や健康飲料、薬品、食品添加物、化粧品といった多様な製品に加工され、商業的に流通している。すべての部位が何らかの製品として活用されていると言える。

### 環境保全
厳しい環境でも育つことができ、耐寒性、耐乾性、塩分やアルカリ性土壌への耐性、強風への耐性を持つサジーは、土壌浸食防止、砂漠化対策、防風林、土地再生、野生生物の生息地の強化、農場の保護といった用途に用いられている。肥料となる窒素を取り込む性質から種子や挿し木で簡単に繁殖できるので、大規模な植林にも向いている。
中国、モンゴル、インド、中央ヨーロッパなどでは、砂漠緑化や川岸の安定化のためにサジーが植林されている。サジーの名産地で知られる内モンゴル自治区では、砂漠化が深刻なクブチ砂漠などで日本のNPOや企業が主導して継続的にサジーの植林事業を行っている。中国では、黄河流域の砂岩土壌の浸食による氾濫を防ぐため、1999年から斜面や谷底への植林を行っている。インドでは、政府と地方コミュニティが、不毛な土地の緑化および雇用創出を目的としてサジーの植林を徐々に進めており、2010年にはインド政府の環境・森林・気候変動省が、主に気候変動対策を目的として、サジーをヒマラヤ地区に2020年までに100万ヘクタール（東京ドーム21万個分）植林するプロジェクトを発表した。インドでは2018年時点で、サジーの需要は地域の供給能力を上回っているとされ、大規模植林による供給能力のさらなる増加に伴って大きな経済効果が見込まれている。
埋め立てに用いられる例も多いほか、風による乾燥や物理的な損傷に強いため、ひらけた地形における風食を防ぐ防風林、防砂林の役割も果たす。カナダでは、農場の土壌保全、土地改良、水資源開発、牧草地管理などを支援する機関である平原農家復興局（Prairie Farm Rehabilitation Administration, PFRA）のプログラムの一環として、風害から畑を守るためのシェルターベルトとして数百万本の苗木が農家に無償で提供されるなど、大規模な植林事業が行われた（プログラムは2013年に終了）。木の成長の早さを生かして、寒冷砂漠における薪燃料としても伝統的に利用されており、在来の木植物に対する伐採圧を軽減し脆弱な生態系を維持する、良質なバイオマスとしての役割を果たす。

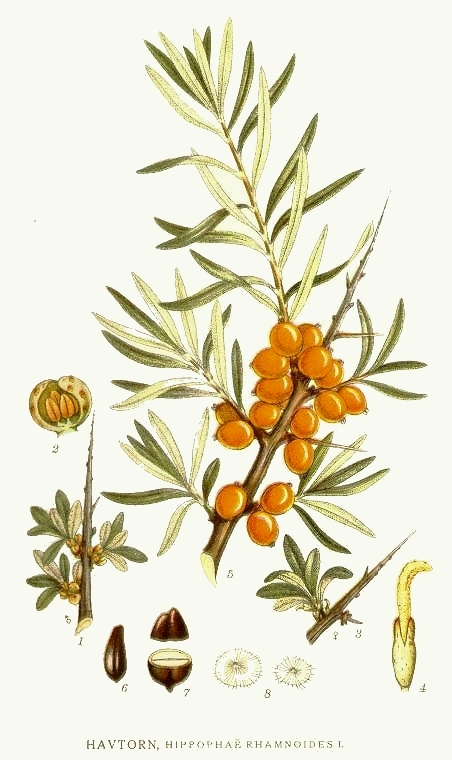
スウェーデンの植物学者カール・アクセル・マグヌス・リンドマン（1856-1928）によるHippophae rhamnoidesのイラスト（1901年刊『北欧の植物図』より）

前述の通りサジーの植林が進められている砂漠地帯では、元々産業が定着しにくく、地域経済が不安定になりやすい。環境保全用途に留まらず産業価値が非常に高いとされるサジーは、こうした地域の経済を安定させ、雇用を生み出すという側面も指摘されており、前述のインドの例のように雇用創出をサジー植林の一つの目的とする場合も多い。

### 食用・飲用
インドや中国などで古くから、類いまれな栄養価を持つ果物として人々に食されてきた。果実は栄養価が高いが、酸味と渋みが非常に強く、生で食べるには難がある。このため、加工され様々な形態で商品化されている。通常、果実は洗浄され、圧搾され、搾りかす（プレスケーキ、油粕）と果汁に分離される。搾りかすは、種子部分は油に、残りの部分は天然着色料（黄色、オレンジ）、ジャム、パイなどに利用される。果汁は遠心分離、沈降、濾過等の方法で油分や残滓を除いて精製され、ジュース、リキュール、シロップ、ゼリーといった加工品になる。フィンランドでは、ベビーフードの栄養成分として使用されている例もある。葉は反芻動物の飼料として利用されるほか、風乾し、最終的には挽いて茶葉として使われることもある。
果実の収穫と加工に際して、以下のような難しさがある。まず、サジーの果実は実の間に棘が密集して配置されているため、収穫が困難である。低木の枝をすべて取り除き、ホルモン投与によって果実の切り離しに必要な力を低減する、収穫を機械化する等の方法で効率化が図られている。また、果実は熟しすぎるとその場で人間が感知できるほどの強い麝香のような匂いを発する。洗浄することで臭気は軽減するが、根本的にこの問題を避けるためには非常に短い収穫時期を逃さずに果実を収穫し、加工工場へ迅速に運び、ただちに4-6 ℃まで冷却して微生物の成長を遅らせる必要がある。果実を数日以上保存する場合には、急速冷凍技術を用いて冷凍する必要がある。解凍後、抽出されたジュースは冷蔵保存しなければならず、長期保存のためには低温殺菌や冷凍保存が必要となる。さらに、主に種子に含まれるα-リノレン酸は融点が低いため熱に弱く、酸化しやすいという別の問題もある。この問題に対しては、超臨界二酸化炭素抽出法などの新しい技術を利用することで効率的に油分の抽出が可能になっている。

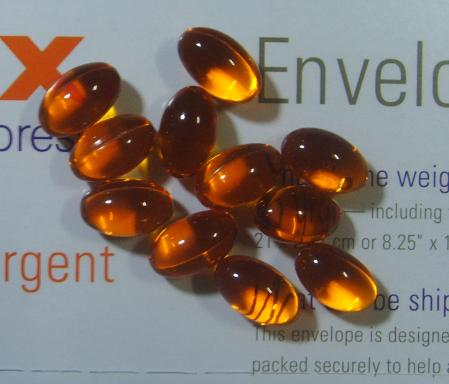
サジーの種子油を使用したサプリメント

国内外の企業が、こうして加工されたサジーを使った様々な商品を開発し販売している。インドでは、国防研究開発機構（DRDO）の構成機関である高地防衛研究所（DIHAR）が、サジーの果実から飲料を調製する技術を開発して以来、サジーへの注目が高まっている。この技術は地元企業やNGOに譲渡され、インド市場では「Leh Berry」、「Ladakh Berry」、「PowerBerry」などのブランド名で、無添加の飲料として販売されている。DIHARでは飲料の他にも、ジャムやピクルス、葉を主成分とするハーブティーなどを開発し、商品化している。インドでのサジーに対する需要の高まりは、ラダック地域における果実の価格が2001年の8.0ルピー/kgから2011年の23.0ルピー/kg、2016年の50.0ルピー/kgへと上昇していることからもうかがえる。

### 化粧品
サジーの果実や種子から抽出されたオイルに含まれる豊富なビタミンと、人の皮膚脂質の成分でもあるパルミトレイン酸やγ-リノレン酸などユニークでバランスのとれた脂肪酸組成は肌の再生・修復や保湿に効果があり、特に加齢肌や乾燥肌向けの化粧品としてよく使用されている。ハンドクリーム、シャンプー、マッサージオイル、日焼け止めとしても製品化されている。

### 薬用
薬用の臨床研究は1950年代に旧ソ連で開始された。旧ソ連では多くの基礎研究と臨床実験を通じて、サジーの果実や油の有効成分が160-190種類に上ることを見出し、いち早く正式な医薬品として認定した。宇宙事業の医学部門においては宇宙飛行士の保険薬品にも指定しており、これには宇宙放射線から宇宙飛行士の肌を守るため、紫外線予防効果のあるサジーの油脂を利用した。中国では1977年、衛生部が薬局方に、サジーを薬と食物の両用品目として正式に記載している。これらの国ではサジーから様々な形態の医薬品が開発されており、早くから皮膚や粘膜の炎症の治療に使用されてきた。こうした効用から、旧ソ連では冷戦下で外国に知られないよう機密扱いにされたと伝えられる。
2000年代以降、サジーの薬理効果に関する研究は各国で進み、抗がん作用や放射線防護作用、抗菌作用、抗潰瘍作用、抗酸化作用、心臓血管の保護作用、糖尿病への有益性、神経保護作用、皮膚保護作用、眼の保護効果、アトピー や花粉症への効果など、数多くの薬理効果に関する報告が上がってきている。ただし多くは動物等による実験段階にとどまり、特に臨床段階において効果や安全性を証明する質の高い研究が提出されているとは言いがたく、さらなる調査・研究が必要とされている。

## 安全性
サジーは伝統的に食品や薬品として用いられてきた事実があり、特に食経験による安全性は一定程度認められている。一方で、医学的な用途で科学的に安全であるかどうかについて、信頼できる情報が十分に蓄積されているとは必ずしも言えない。たとえば、月間1-2億PVを集めるアメリカ最大の健康・医療ポータル「WebMD」は、サジーの果実やオイルを経口摂取した場合の安全性は高いと考えられる一方、葉の安全性や、皮膚に塗布した場合の安全性については信頼できる情報が十分ではないとする。また、妊婦や基礎疾患を持つ人が摂取した場合の安全性についても不透明であるとされている。ただし、精製されたオイルに関しては安全性が高く、妊婦に対して無害であるという報告も出てきており、臨床適用への研究・検証がまさに進行中であると言える。

## 歴史
サジーは元々パンゲア大陸ユーラシア地域の海岸で自生しており、パンゲア大陸の分裂に伴いユーラシア地域とインド地域が衝突することよってヒマラヤ山脈が形成された際に内陸へ移動した。歴史の古い植物であるサジーはユーラシア大陸の広い範囲に自生していたことから、人類がこれを利用してきた歴史も長い。古くは馬の治療薬として知られており、サジーの葉や若い枝を飼料に加えることで、急激な体重増加や光沢のある毛並みを得ることができたとされる。サジーの学名「Hippophae」は、「輝く馬」という意味である。古代ギリシアでは、「植物学の祖」とされるテオプラストスや、薬理学・薬草学の父と言われるペダニウス・ディオスコリデス、大プリニウスといった学者の著書にサジーが登場している。一方アジアでは、5000年近い歴史を持つインドの伝統医学であるアーユルヴェーダにおいて伝統的に用いられてきた。また、8世紀にはチベット医学の最初期の古典『月王薬診』『四部医典』（現在は『四部医典タンカ全集』として知られる）『晶珠本草』に薬草としての記述があり、発熱、炎症、中毒、膿瘍、咳、風邪、痰の除去、下剤目的、腫瘍（特に胃や食道）、婦人科疾患にサジーを使用することが記されている。以後、サジーはヨーロッパとアジアの諸地域において、人々の暮らしの中で食品や医薬品として活用されてきた。
国として最初にサジーという植物に注目したのは旧ソ連であった。前述の通り1950年代には薬用の臨床研究が開始され、サジーから各種製品を生産するための最初の工場がビイスクに作られた。多くの基礎研究や臨床実験を通してサジーの特性を見出し、正式な医薬品として認定した。品種改良を進める一方で、宇宙飛行士向けの宇宙食や宇宙線保護クリームにも活用された。中国四川医学院がサジーの成分に関する研究を始めた中国では、1977年、中国の衛生部が薬局方に、サジーを薬と食物の両用品目として正式に記載し、以後国家プロジェクトとして栽培と研究開発を進める。1991年のソビエト連邦崩壊によって旧ソ連内の研究機関が持つ情報およびサジーの苗が海外に流出したことが、20世紀末以降世界的にサジーの商業栽培が広まる一つのきっかけとなった。その後各国で研究開発や産業利用が進められ、その産業価値の高さが国内外において改めて注目されるようになっている。医学分野では、2000年代に入ってからサジーの持つ様々な薬理効果に関する研究が増加している。
こうした国際的な研究開発の進展に呼応するように、1999年にはサジーに関する国際的な組織「国際シーバックソーン協会」（ISA, International Seabuckthorn Association）が設立された。ISAは、1995年に北京で開催されたサジーに関する国際シンポジウムにおいて、中国、ロシア、カナダなど12カ国の提案で設立された「シーバックソーン国際調整委員会（International Seabuckthorn Cordinating Committee）」を引き継ぐ形で、インドでの国際シンポジウムにおいて設立されたものである。2003年から2年に一度国際学会を開催している。1995年から2000年まで、研究誌『Hippophae』を発行していたが、現在は休刊している。
また、2005年から2007年にかけて、ヨーロッパ、中国、ロシア、新独立国（NIS）の間でサジーの持続可能な共同利用のための包括的な協力ネットワークを構築することを目的としたプロジェクト「EAN-Seabuck」が、欧州委員会からの資金提供を受けて組織された。具体的には、国を超えた技術移転、アジアの資源を共同で持続的に利用するためのベストプラクティスの共有、ロシアとNISにおけるサジー市場開発のためのヨーロッパとアジアのネットワーク構築等を目的としたプロジェクトであり、こうした枠組みを通して地域を超えた情報の共有も行われるようになっているのが21世紀初頭の状況である。
日本国内でも企業がサジーを用いた商品の開発・販売を行っている。2005年にはサジーを用いた商品を販売する企業が特定商取引法上の違反行為（虚偽・誇大広告、広告表示義務違反）を行ったとして経済産業省から業務停止命令を受ける事案が発生。これを受けて2006年には、サジー商品を扱う企業から成る「日本サジー協会」が設立された。同協会は国内におけるサジーの普及や品質保証を目的とし、国内で流通しているサジー商品の中でも特に優れたものに認定ロゴを授与する等の活動を行っている。